# Gád
Gád (hebrejsky גָּד‎, Gad) je jméno sedmého Jákobova syna, kterého mu porodila Zilpa, otrokyně první manželky Ley. Jméno se vykládá jako „Zdar“ či „Štěstí“. Jménem tohoto syna byl též nazýván jeden z izraelských kmenů. Příslušníci tohoto kmene jsou označování jako Gádovci. O samotném Jákobovu synu jménem Gád se z biblických příběhů téměř nic nedozvídáme. ֹVíme pouze, že měl nejméně sedm synů.
Z mimobiblických zdrojů však uvádí ze života Gáda obsáhlejší epizodu například apokryfní spis, jenž je známý pod označením Josef a Asenat. V závěru tohoto spisu je popsáno nevydařeného spiknutí faraónova prvorozeného syna proti Josefovi. V jeho plánu byly dvě vraždy. Vraždou Josefa se chtěl zmocnit jeho ženy Asenaty a vraždou svého otce chtěl získat faraónův trůn. Lstí se mu podařilo do spiknutí zapojit nejen Gáda, ale i jeho bratra Dana, kterým nalhal, že slyšel, jak Josef hovořil s farónem o svém vlastním plánu těmito slovy: „Gád a Dan jsou děti služebnic a nejsou to moji bratři. Vyčkám smrti svého otce a vypudím je a celou jejich rodinu, aby nedědili spolu s námi, protože jsou to děti služebnic a prodali mě Izmaelcům. Zachovali se ke mně nešlechetně, ale já jim to oplatím, jen co můj otec zemře.“  Když se Gád s Danem doslechli, že údajně faraón s tímto Josefovým záměrem nejenom souhlasí, ale dokonce Josefovi slíbil aktivní pomoc, vyděsilo je to natolik, že souhlasili se svou účastí na vraždě svého bratra Josefa. Spiknutí se však vymklo kontrole. Gád s Danem byli nuceni uznat svou chybu a díky Asenatině přímluvě došlo i ke smíru mezi Gádem a Danem a ostatními jejich bratry.

## Další osoba téhož jména vTanachu
- prorok neboli vidoucí za dnů krále Davida[8][9] a zároveň žák proroka Samuele, jemuž židovská tradice připisuje společně s prorokem Nátanem a Samuelem sepsání První a Druhé knihy Samuelovy[10]